# Igreja de São Lourenço de Almancil
A Igreja de São Lourenço (também conhecida como Igreja de São Lourenço dos Matos) é uma igreja situada em São Lourenço, na freguesia de Almancil, município de Loulé, no Algarve, Portugal.
Datada de finais do século XVII, é devotada a Lourenço de Huesca.
A Igreja de São Lourenço está classificada como Imóvel de Interesse Público desde 1946.

## Descrição
Merece especial destaque o revestimento interior de toda a igreja por azulejos datados de 1730 e assinados por Policarpo de Oliveira Bernardes (importante elemento do ciclo dos mestres da azulejaria portuguesa) ilustrando diversos episódios da vida de S. Lourenço.

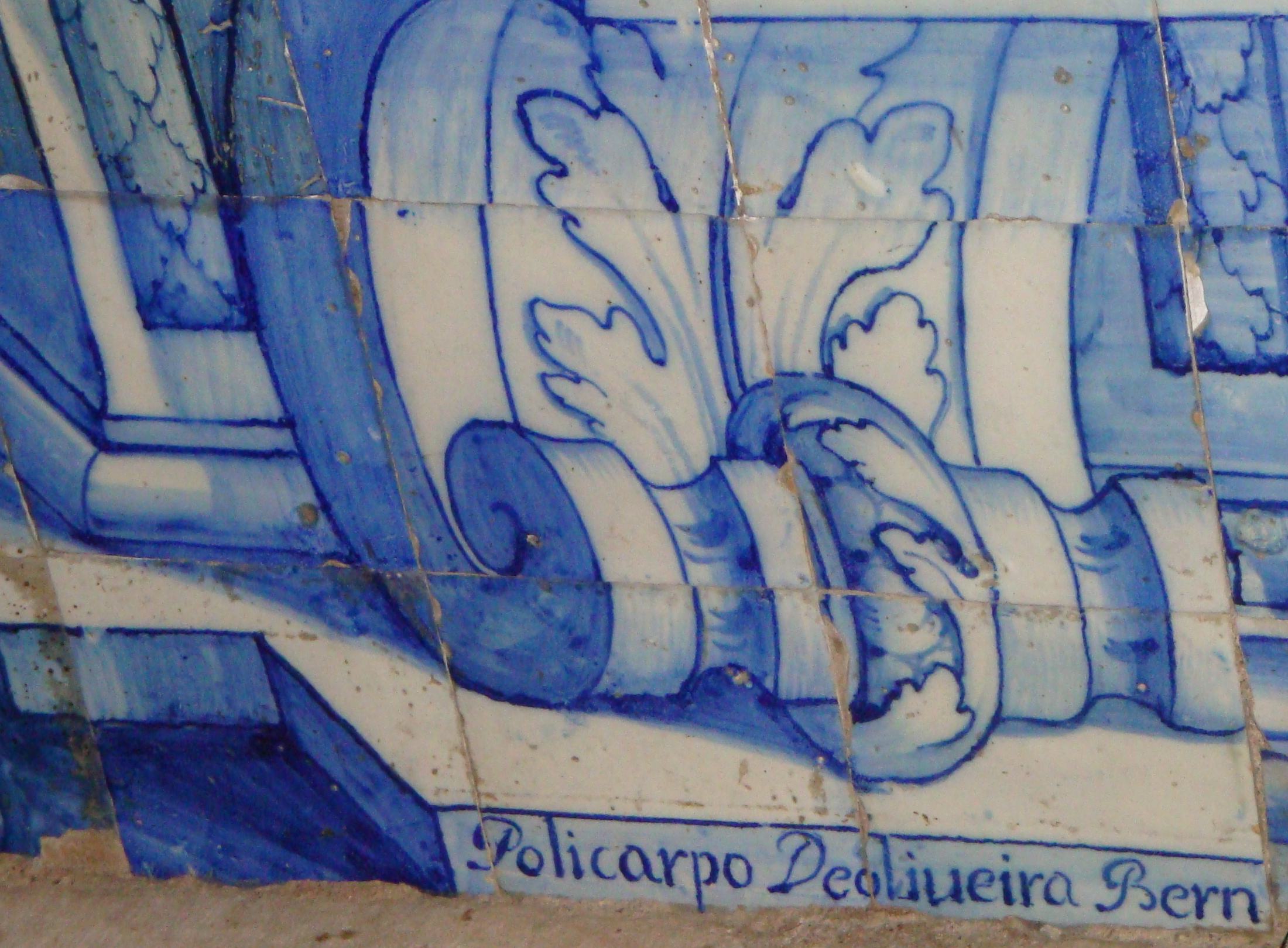
Pormenor dos azulejos de Policarpo de Oliveira Bernardes (1695 - 1778)

A sua linha arquitetónica de nave única e a decoração são de estilo barroco, com retábulos esculpidos e dourados, e pormenores decorativos na porta triunfal e na parte interna da cúpula, integralmente revestida a azulejos, como o resto do interior. Os azulejos vieram de Lisboa em 1730, e ilustram a vida de São Lourenço de Huesca. Tem também imagens dos séculos XVII e XVIII. A sacristia tem um magnífico móvel esculpido.

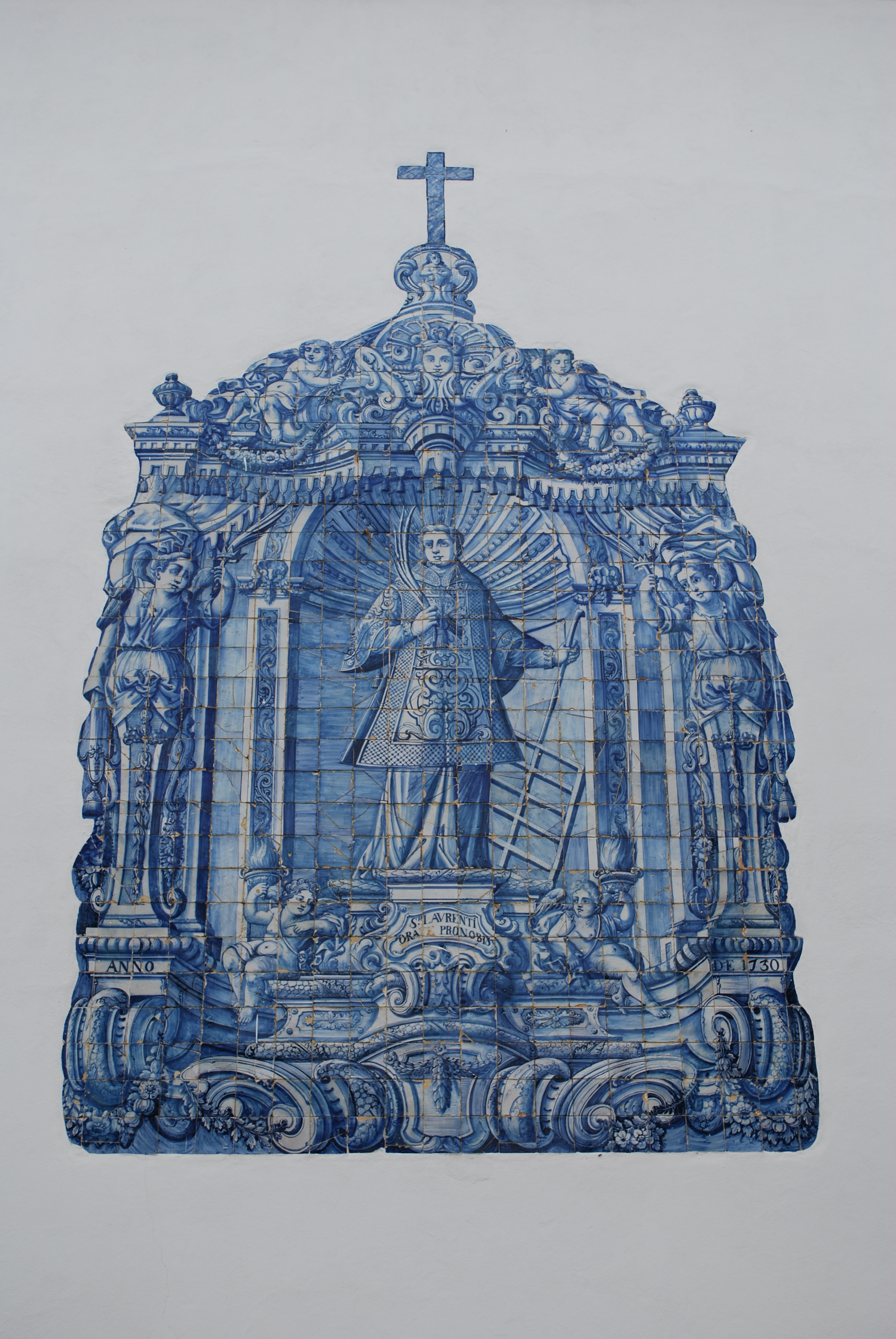
Pormenor dos azulejos

Além do impressionante impacto provocado pelos azulejos, é de referir o retábulo em talha dourada da capela-mor, de estilo barroco, e atribuído ao mestre Manuel Martins, o maior entalhador e escultor algarvio e que foi também o autor da imagem de São Lourenço que aí se encontra.

## Ligação exterior
- Igreja de São Lourenço na base de dados Ulysses da Direção-Geral do Património Cultural